# 堺千家
堺千家（さかいせんけ）は、千家の本家。

## 概要
千利休自刃後、利休の一族は各地に四散していたが、徳川家康や前田利家らの嘆願で豊臣秀吉に許され、逃亡していた利休の嫡男千道安（逃亡先は飛騨高山の金森可重説と阿波説がある）が堺へ帰郷し、家督を相続した。しかし利休の血脈としての堺千家は、道安に嫡子がいなかったため断絶した（ただし道安の娘は利休の娘婿である万代屋宗安の息子に嫁いでいる）。

## 代表的な弟子（とされる人物）
- 桑山貞晴（宗仙） - 片桐石州の師。
- 金森可重（雲州） - 金森宗和の実父。秀吉・家康に仕えた。

## 派生流派
- 石州流
- 宗和流 - 金森可重の長男である金森宗和の創始。